# Université de Keele
Ne doit pas être confondu avec Université de Kiel.
L'université de Keele est une université au centre de l'Angleterre, dont le campus se situe dans la ville de Newcastle-under-Lyme (Staffordshire). Elle comprend les facultés des arts, des sciences et de la santé.
Elle compte 7 000 étudiants.

## Personnalités liées à l'université

### Étudiants
- Kathryn Pinnock, pair à vie
- Ash Regan, députée